# Jean Trogoff
Pour les articles homonymes, voir Trogoff.
Jean Trogoff, né en 1907 à Pleudaniel et mort en 1969 à Rennes, est un journaliste, écrivain, et romancier français spécialisé, notamment, dans la marine.

## Biographie
Né en 1907 à Pleudaniel dans les Côtes-du-Nord, il est le père de Maurice Trogoff, journaliste, chef du service radio et télévision d'Ouest-France jusqu'en 1987 et écrivain, et le grand-père de Pascal Trogoff, musicien.
Il est engagé comme journaliste au journal L'Ouest-Éclair puis à Ouest-France à la libération, où il poursuit une carrière de chef du service maritime jusqu'à sa retraite en 1968. Pendant quarante ans, il relate les grands faits de guerre ou la vie dans la marine marchande, les détails et les anecdotes maritimes comme les aventures de marins,.
En tant qu'expert des questions maritimes et de guerre sur la mer, il consacre plusieurs romans aux batailles et à certains navires ayant marqué leur époque.

## Publications[5]
- Les grandes dates de la guerre sur mer. 1939-1945 - 362 pages, Rennes, Édilarge, 1993 -  (ISBN 2-7373-0490-3)
- Le Destin sans gloire du cuirassé Tirpitz, 179 pages, Rennes : Édilarge ; Versailles : Éditions du Pen-duick , 1989  (ISBN 978-2737304903)
- La Tragique odyssée du cuirassé Bismarck, 80 pages, Rennes : Édilarge ; Versailles : Éditions du Pen-duick , 1989  (ISBN 978-2737304897)
- L'Opération Cerberus, ou le forcement de la Manche par la Flotte allemande, Rennes, 206 pages. Illustré de photos en noir et blanc hors texte, Édilarge, 1957
- La Tragique odyssée du cuirassé « Bismarck », 252 pages, Rennes, Imprimerie bretonne, 1953
- Les Grandes dates de la guerre sur mer, 1939-1945, In-8° , 351 p., fig., cartes, plans, tableaux, couv. ill., Rennes, Imprimerie bretonne, 1950
- Les Grandes dates de la guerre sur mer, 1939-1945, in-8° , 351 p., fig., cartes, plans, tableaux, couv. ill., Rennes, Imprimerie bretonne, 1950. 2e éd.
- La course au ruban bleu - cent ans de lutte dans l'Atlantique, 1838-1939, 176 p. - Paris : Société d'éditions géographiques, maritimes et coloniales, 1945 - Préface du commandant Pierre-Louis Thoreux (1890-1971)
- La Mer, la douleur et l'amour, poèmes, In-8°, 80 pages, Paris : Éditions de la Revue mondiale , 1928